# Desensibilizzazione e rielaborazione attraverso i movimenti oculari
La desensibilizzazione e rielaborazione attraverso i movimenti oculari (in inglese eye movement desensitization and reprocessing da cui l'acronimo EMDR), è un metodo clinico diffuso dal 1989 e utilizzato in alcune pratiche psicoterapeutiche; è applicato nel trattamento di traumi e del disturbo da stress post-traumatico (PTSD, post traumatic stress disorder).
Ultimamente la ricerca clinica si è estesa all'applicazione dell'EMDR a disturbi psicopatologici diversi dal PTSD, sviluppo in merito a cui in letteratura scientifica sono stati sollevati ulteriori dibattiti.
L'EMDR è stato in questo senso ritenuto da alcuni documenti che riportano le Best Practices per la pratica clinica e da diversi servizi sanitari di paesi europei come un metodo potenzialmente efficace per la cura di disturbi post-traumatici, è stato inserito in diverse linee-guida cliniche di vari paesi del mondo, ed è stato valutato positivamente dall'ISTSS; permangono comunque in letteratura scientifica diversi dubbi sui reali meccanismi di funzionamento della tecnica e sulla "tenuta nel tempo" di tali effetti (che, secondo alcuni autori, sembra non essere alta).
Infatti, anche se alcune ricerche hanno dimostrato attraverso follow-up a 3 e 15 mesi che i risultati possono mantenersi nel tempo, alcune monografie e meta-analisi hanno dimostrato per la tecnica un tasso di efficacia al massimo uguale, o a volte addirittura inferiore, ai pazienti che ricevevano altre procedure aspecifiche di esposizione.
Le linee guida dell'Organizzazione Mondiale della Sanità (2013) considerano la qualità dell'evidenza relativa al trattamento EMDR, in base alle diverse raccomandazioni di applicazione, variabile tra il moderato (moderate) e il molto basso (very low).

## Le controversie scientifiche
I sostenitori del trattamento ne hanno a volte proposto l'estensione anche per pazienti con sintomatologia clinica diversa dal PTSD, ma gli studi clinici controllati presenti nella letteratura scientifica lasciano spazio a dubbi e perplessità sulla reale efficacia e fondatezza teorica del metodo su questi disturbi.
Attualmente sono in corso molte ricerche in ambito accademico per verificare la sua efficacia come metodica evidence-based anche in tali contesti, ma i risultati, sebbene siano a volte positivi o parzialmente positivi, non sono unanimemente ritenuti sufficienti per dichiararlo un metodo evidence-based per altri disturbi. In alcuni casi si è anzi evidenziata una totale mancanza di efficacia dei movimenti oculari all'interno dei protocolli terapeutici, evidenziando una contraddizione tra quanto era stato promosso come "l'elemento innovatore" dai sostenitori della tecnica, e quanto emerge effettivamente dalla ricerca scientifica.
Uno dei più recenti studi di merito, "PTSD: a state-of-science review", pubblicato sul Journal of Psychiatric Research nel 2006, sottolinea come i movimenti oculari appaiano in realtà come clinicamente insignificanti, problema già sollevato dal National Center for Post-Traumatic Stress Disorders del governo Statunitense.
Si parla infatti, negli ambienti scientifici della psicologia clinica, di "EMDR Controversy" proprio per sottolineare lo statuto scientifico ancora controverso di questa procedura, che secondo alcuni autori potrebbe anche produrre delle conseguenze emotive negative per i pazienti.
Attualmente, i pur numerosi studi pubblicati su riviste scientifiche internazionali non hanno del tutto ridotto le perplessità di merito di parte del mondo scientifico.
Alcuni dei risultati clinici migliori presenti nella letteratura scientifica sono stati pubblicati da professionisti legati allo stesso EMDR Institute, sollevando quindi alcuni dubbi metodologici sulla qualità potenziale dei loro dati. Sia pubblicazioni che riportano risultati efficaci per l'EMDR, sia le critiche teoriche e gli studi scientifici accademici che ne dimostrerebbero la scarsa efficacia - così come quelli relativi ad altre forme di "early interventions" - sono stati pubblicati su riviste scientifiche internazionali peer-reviewed.

## Modalità di somministrazione: in presenza e online
Negli ultimi anni, la terapia EMDR è stata progressivamente adattata anche al contesto digitale, rendendosi accessibile in formato online. Le evidenze cliniche e la letteratura emergente suggeriscono che, se condotta da terapeuti formati e in un ambiente adeguato, l’EMDR a distanza può risultare comparabile in efficacia alla modalità in presenza. La somministrazione online consente di superare barriere geografiche o logistiche, garantendo continuità terapeutica anche in situazioni di emergenza o isolamento.
Tuttavia, ciascuna modalità presenta specificità: in presenza, il terapeuta può monitorare più facilmente le reazioni corporee e non verbali del paziente, intervenendo in modo più diretto nella regolazione emotiva. La modalità online richiede invece una connessione stabile, un ambiente riservato e strumenti digitali che permettano la stimolazione bilaterale in modo efficace (movimenti oculari tracciati tramite video, suoni alternati in cuffia o stimolazioni tattili attraverso apposite tecnologie).
Entrambe le modalità, se condotte secondo le linee guida internazionali e nel rispetto delle condizioni cliniche del paziente, possono offrire un contesto terapeutico valido per il trattamento dei traumi e dei disturbi associati.

## Le procedure
La tecnica è stata sviluppata negli Stati Uniti d'America nel 1987 ad opera di Francine Shapiro, una laureata in letteratura inglese interessata alla psicologia. Per molti anni la Shapiro è stata senior researcher al "Mental Research Institute" di Palo Alto, e ha ricevuto diversi riconoscimenti, tra cui il premio Sigmund Freud assegnato dalla città di Vienna per i suoi contributi significativi alla psicoterapia.
L'utilizzo dell'EMDR in psicoterapia è volto ad eseguire uno specifico protocollo che si sviluppa in otto fasi, di ricordo e rievocazione delle esperienze negative, nel tentativo di far "abituare" (desensibilizzare) il paziente ai ricordi traumatici, "distraendolo" (rielaborazione adattiva del ricordo) nel frattanto con movimenti ritmici degli occhi, oppure con tamburellamento delle dita o stimolazione sonora.
Secondo diversi ricercatori, non sono mai state fornite spiegazioni realmente soddisfacenti del meccanismo di funzionamento di tale procedura, creando così una certa perplessità in merito agli effettivi processi psicologici sottostanti.
Anche se non ci sono ancora molte conoscenze su come altre forme di psicoterapia influiscano sui processi neurofisiologici sottostanti, in merito all'EMDR i procedimenti indicati dai sostenitori del metodo apparirebbero però anche in contrasto con molte attuali conoscenze neurofisiologiche.

## Le controversie sul marketing
Le procedure di "marketing" dell'EMDR sono state al centro di alcune polemiche. L'Associazione Internazionale EMDRIA, come del resto molte altre associazioni internazionali legate a diversi approcci terapeutici, ha realizzato formazione gratuita agli psicoterapeuti all'interno di programmi di assistenza umanitaria (EMDR-HAP), per supportare gli interventi rivolti a popolazioni vittime di traumi che altrimenti non avrebbero la possibilità di essere seguite; nella letteratura scientifica internazionale si è sviluppata una polemica sul possibile aspetto di "immagine" di questa attività, a seguito di un articolo di Richard McNally, dell'Università di Harvard, che rintracciava i parallelismi tra l'EMDR ed il mesmerismo.

## Gli studi recenti
Nel 2014 è stato studiato quello che accade durante una psicoterapia attraverso il monitoraggio elettroencefalografico (EEG) prima, durante e dopo una seduta di EMDR.
Altri studi (2008) ritengono infondate le ipotesi funzionali fornite dai sostenitori dell'EMDR a riguardo della cosiddetta "attivazione interemisferica". La presunta "attivazione interemisferica", che secondo i sostenitori della tecnica sarebbe ottenuta attraverso il movimento saccadico degli occhi, viene da questi presentata come se fosse l'ipotetico meccanismo alla base della tecnica; mentre per i critici il movimento saccadico sarebbe solo un distrattore apparentemente un po' strano (fattore che ne aumenterebbe l'effetto placebo di tipo suggestivo), e che in realtà servirebbe solo per distrarre il paziente, riducendo così la sua ansia (arousal) durante l'esposizione immaginativa al ricordo del trauma, che verrebbe così facilitata. In tal senso, l'EMDR presenterebbe quindi numerosi aspetti di somiglianza con alcune modalità classiche di psicoterapia cognitivo-comportamentale.
Gunter e Bodner hanno infatti dimostrato sperimentalmente che qualunque tipo di movimento oculare (compresi quelli non-saccadici, come ad esempio quelli verticali), e, più in generale, qualunque tipo di attività di distrazione motoria o sensoriale (rumori, disegni, etc.), ottiene gli stessi risultati a livello di riduzione della spiacevolezza dei ricordi autobiografici negativi, e quindi la cosiddetta "attivazione interemisferica" proposta dai sostenitori della teoria come "aspetto distintivo" della stessa, in realtà non esisterebbe e non potrebbe avere rilevanza clinica. Dati e considerazioni simili sono coerenti con quelli già emersi in altre meta-analisi precedenti.
Bisson et al. hanno pubblicato sul British Journal of Psychiatry (gennaio 2007) e sulla Cochrane Review (luglio 2007) una revisione sistematica ed una meta-analisi dei trattamenti psicologici per il PTSD cronico, concludendo che le terapie cognitivo-comportamentali, l'EMDR, l'insegnamento di tecniche di gestione dello stress e gli interventi cognitivi di gruppo sarebbero tutti similmente efficaci nella gestione dei disturbi post-traumatici ("There was evidence that individual TFCBT, EMDR, stress management and group TFCBT are effective in the treatment of PTSD").
Aggiungono però, in merito alla qualità dei loro dati (molti dei dati sull'EMDR sarebbero infatti stati prodotti da ricercatori collegati all'EMDR Institute, così come i dati relativi ad altri approcci sarebbero stati prodotti da ricercatori collegati ai rispettivi istituti, con il conseguente potenziale per eventuali bias), che: "The considerable unexplained heterogeneity observed in these comparisons, and the potential impact of publication bias on these data, suggest the need for caution in interpreting the results of this review", mantenendo così alcuni dubbi sulle valutazioni metodologiche dell'efficacia della tecniche studiate.
L'Institute of Medicine statunitense, nella sua review del 2008 delle tecniche per l'intervento sul PTSD richiestagli dalla Veterans Administration, ha indicato come sicuramente efficace solo le tecniche di esposizione, indicando invece per l'EMDR e le altre tecniche la necessità di ulteriori studi di validazione, anche per via dei possibili limiti metodologici di quelli esistenti.